# Jules de Lyon
Jules (en latin Julius) est le 7e évêque de Lyon. Il succède à Vérus dans la seconde moitié du IIIe siècle.

## Biographie
On ne sait rien de lui et de sa vie, si ce n'est qu'il établit Philetus comme second abbé de l'abbaye de l'île Barbe. Son nom nous est connu d'après les différentes listes des premiers évêques de Lyon et les chroniques de l'histoire de l'Église de Lyon. Son épiscopat fait partie des périodes obscures de l'histoire religieuse de Lyon après des premiers évêques bien plus célèbres. 